# ليوكوبييي (كوزاني)
ليوكوبييي (Λευκοπηγή) هي مدينة في كوزاني في مقاطعة فوريا إلادا في اليونان.